# Sporoschisma juvenile
Sporoschisma juvenile är en svampart som beskrevs av Boud. 1904. Sporoschisma juvenile ingår i släktet Sporoschisma och familjen Chaetosphaeriaceae.   Inga underarter finns listade i Catalogue of Life.